# Aerosol
Aerosol predstavlja delce snovi, ki lebdijo v zraku. Delci so lahko prah, dim ali meglica. Aerosoli v ozračju so oblika razpršenosti onesnaževal, kakršno je dim.

## Nastanek
Aerosoli nastanejo na dva načina:
- pri kondenzacijskih procesih, ko se molekule združujejo in tvorijo večje delce (npr. tvorba oblakov iz kapljic),
- pri disperzijskih procesih, kjer se grobi material predela v finejše delce (npr. leteči pepel pri kurjenju premogovega prahu).

## Lastnosti
Produkti pri zgorevanju v industrijskih obratih, v prometnih sredstvih in v zasebnih kuriščih so še vedno največji izvor onesnaženja ozračja, ki nastaja zaradi človekove dejavnosti. Doslej poznamo preko sto snovi, ki nastajajo pri procesih in uhajajo v zrak.
Te snovi so lahko v vseh agregatnih stanjih. Razen onesnaženja zraka v plinasti obliki (ogljikovi oksidi, žveplovi in dušikovi oksidi, amonijak, ogljikovodiki, klorove in fluorove spojine) zavzemajo posebno vrsto tudi trdne oz. tekočinske škodljive snovi oz. umazanije v zraku, če so razpršene v zraku v obliki majhnih delcev. Škodljivi del trdnih snovi v ozračju lahko izhaja iz okrog 20 elementov oz. kovin. Območje organskih snovi pa je zelo razvejeno, saj zajema številne alifatske (pretežno ravne verige) in aromatske (zaključene verige) ogljikovodikove spojine, njihove derivate (npr. ogljikova kislina, fenoli ...) in številne druge spojine. Upoštevati pa je treba, da nastajajo iz snovi, ki sicer tvorijo umazanijo v zraku, pa zaradi različnih vzrokov med seboj reagirajo, še številne nove spojine.

## Značilnosti
Za aerosole je značilna velikost delcev. Večji prah in umazanija, pepel ipd. imajo delce večje kot 10 µm in se iz ozračja kmalu izločijo zaradi sile težnosti. Najmanši delci(premer pod 5 µm) pa tvorijo z zraku suspenzije.
Pri njih so namreč sile, ki so posledica Brownovega molekularnega gibanja (toplotno gibanje molekul), večje od sile težnosti. Zato so tudi hitrosti aerosolov, ki so posledica delujočih sil, večje od pripadajoče hitrosti usedanja zaradi sile težnosti. Aerosoli se zato lahko v zračnih tokovih porazdelijo tako kot plini.

## Naravni aerosoli
Naravni aerosoli, kot so megle (1–40 µm), bakterije (1–15 µm), rastlinski trosi (10–30 µm), cvetni prah ( 20–60 µm), se pojavijo v zraku v manjših koncentracijah, zato običajno ne povzročijo onesnaženja ozračja. Razen tega so tudi v medicinskem pogledu v splošnem neškodljivi.

## Umetni aerosoli
Danes srečujemo aerosole, ki nastajajo v procesih naše civilizacije, kot so cementni prah (10–150 µm), pepel (3–80 µm), kremenčev in azbestni prah (0,5–10 µm), dimi (oljni: 0,03–1 µm, tobačni:0,01–0,15 µm), radioaktivni aerosoli (0,1–20 µm).

## Vplivi na okolje

### Vplivi na živa bitja
Umetni aerosoli lahko dosegajo take koncentracije (v vlažnih kotlinah do 500 000 delcev na cm3 zraka), da povzročijo znatno onesnaženje zraka, ki pa lahko povzroči poškodbe živih organizmov. Aerosoli so še posebno zahrbtni, ker so tako majhni, da lahko prodrejo tudi v pljučne mešičke (povzročajo lahko tako imenovane poklicne bolezni).

### Vplivi na naravo
Zaradi sorazmerno velike površine se pojavljajo pri aerosolih velike površinske sile, ki omogočajo, da se na njih zbirajo molekule, s tem pa se pospešijo kemične reakcije med aerosoli in plini v okolici. Mnoge snovi, ki bi v normalnih razmerah le počasi oksidirale, oksidirajo takoj, ko se nanje usede fini prah iz ozračja.

Zaradi trdnih oziroma tekočinskih delcev, ki so razpršeni v zraku, se lahko močno spremeni tudi učinek sončnega sevanja. Delci namreč prestrežejo sevanje in takoj oddajajo toploto pridruženim molekulam, ki sicer same popolnoma prepuščajo sončne žarke. Torej šele aerosoli omogočijo otoplitev okolice. Delujejo kot jedra kondenzacije, saj se le na njih lahko zniža tlak vodne pare. Zato tudi povzročijo nastanek megle ali sopare.